# Hiroshi Tetsuto
Hiroshi Tetsuto (鐡戸 裕史 Tetsuto Hiroshi?), född 28 september 1982 i Kumamoto prefektur, är en japansk fotbollsspelare.
Tetsuto började sin karriär 2005 i Saga Nanyo. 2006 flyttade han till Sagan Tosu. 2009 flyttade han till Matsumoto Yamaga FC. Han avslutade karriären 2016.